# Proales alba
Proales alba är en hjuldjursart som beskrevs av Wulfert 1939. Proales alba ingår i släktet Proales och familjen Proalidae. Arten är reproducerande i Sverige. Inga underarter finns listade i Catalogue of Life.